# سکرونیتسا
سکرونیتسا (به صربی: Skrvenica) یک منطقهٔ مسکونی در صربستان است که در دیمیتروگراد واقع شده‌است. سکرونیتسا ۳۲ نفر جمعیت دارد.